# Paul-Jacques de Bruyères-Chalabre
Pour les articles homonymes, voir Bruyères (homonymie) et Chalabre (homonymie).
Paul-Jacques de Bruyères-Chalabre, dit le « comte de Bruyères-Chalabre », est un officier de la marine royale française, nommé contre-amiral ad honorem en 1814 après avoir fait valoir ses droits à la retraite, né le 20 mai 1734 au château de Chalabre, baptisé à Castelnaudary le 27 mai 1734, et mort au château de Chalabre le 6 juillet 1821 .

## Biographie
Paul-Jacques de Bruyères-Chalabre est le fils de Jean-Émiric II de Bruyères, « baron » de Chalabre, dit le « comte de Bruyères », capitaine et gouverneur-né de ses châteaux, et de Marie de Saint-Étienne de Carmain (ou Caraman), dame de la Pomarède (1706-1778), baronne dudit lieu, fille unique de Jean de Saint-Étienne de Carmain, « baron » de la Pomarède (vers 1662-1730).
En 1747, il choisit la carrière des armes et entre dans le régiment de Montmorin avec un brevet de sous-lieutenant. Il participe au siège de Maastricht, en 1748. La paix revenue après le Traité d'Aix-la-Chapelle, son régiment est réformé en 1749. Il demande alors à rejoindre le corps des officiers de la marine, dans les « officiers rouges » dont font partie les nobles ayant quatre quartiers de noblesse. Il entre dans les gardes de la Marine le 11 février 1751.
En 1752, il embarque sur l'Orphée, en mission sur les côtes du Levant, en 1754, sur l' Ambitieuse et le Brave, le Formidable en 1755, sur les côtes d'Espagne sous des capitaines qui deviendront célèbres, Villaret de Joyeuse, Glandevès, Kersaint.

### Premières campagnes
Son premier brevet d'officier, enseigne de vaisseau, le 11 octobre 1755, il embarque sur la Galathée et la Sirène, sur la Comète en 1756-1757. Pendant la guerre de Sept Ans, il fait la campagne au Canada dans l'escadre sous les ordres du chef d'escadre de Beauffremont. Il embarque sur le Bizarre en 1758 et participe à la défense de Louisbourg. Son capitaine lui donne le commandement de la frégate HMS Welchley prise aux Anglais. Le bateau est repris par les Anglais le 21 novembre 1758 et il est fait prisonnier et le reste en Angleterre jusqu'à la paix. La guerre se termine en 1763 avec le traité de Paris.
En 1763, il est sur le Renard, sur la Topaze en 1763-1764 pour lutter contre les barbaresques de la république de Salé le long des côtes marocaines. Il est nommé lieutenant de vaisseau le 1er octobre 1764.
Il embarque sur la Pléïade sous le commandement du marquis de Vertrieux naviguant le long des côtes d'Espagne en 1767, sur l'Engageante en 1770, commandée par Hippolyte de Sade.
Le 1er mai 1772, il est nommé capitaine lieutenant en premier du 1er bataillon du régiment de Bayonne. Il reçoit le commandement du vaisseau l'Actionnaire avec lequel il navigue le long des côtes de Saint-Domingue.
Le 1er janvier 1775, il est nommé capitaine de fusiliers à Brest.
Il parfait sa formation en embarquant sur le Solitaire, entre le 18 mars et le 9 octobre 1776, dans l'escadre d'évolution commandée par La Motte-Picquet. Il prend le commandement de l'Aimable en 1776 jusqu'en 1777. Il est promu capitaine de vaisseau le 4 avril 1777. 

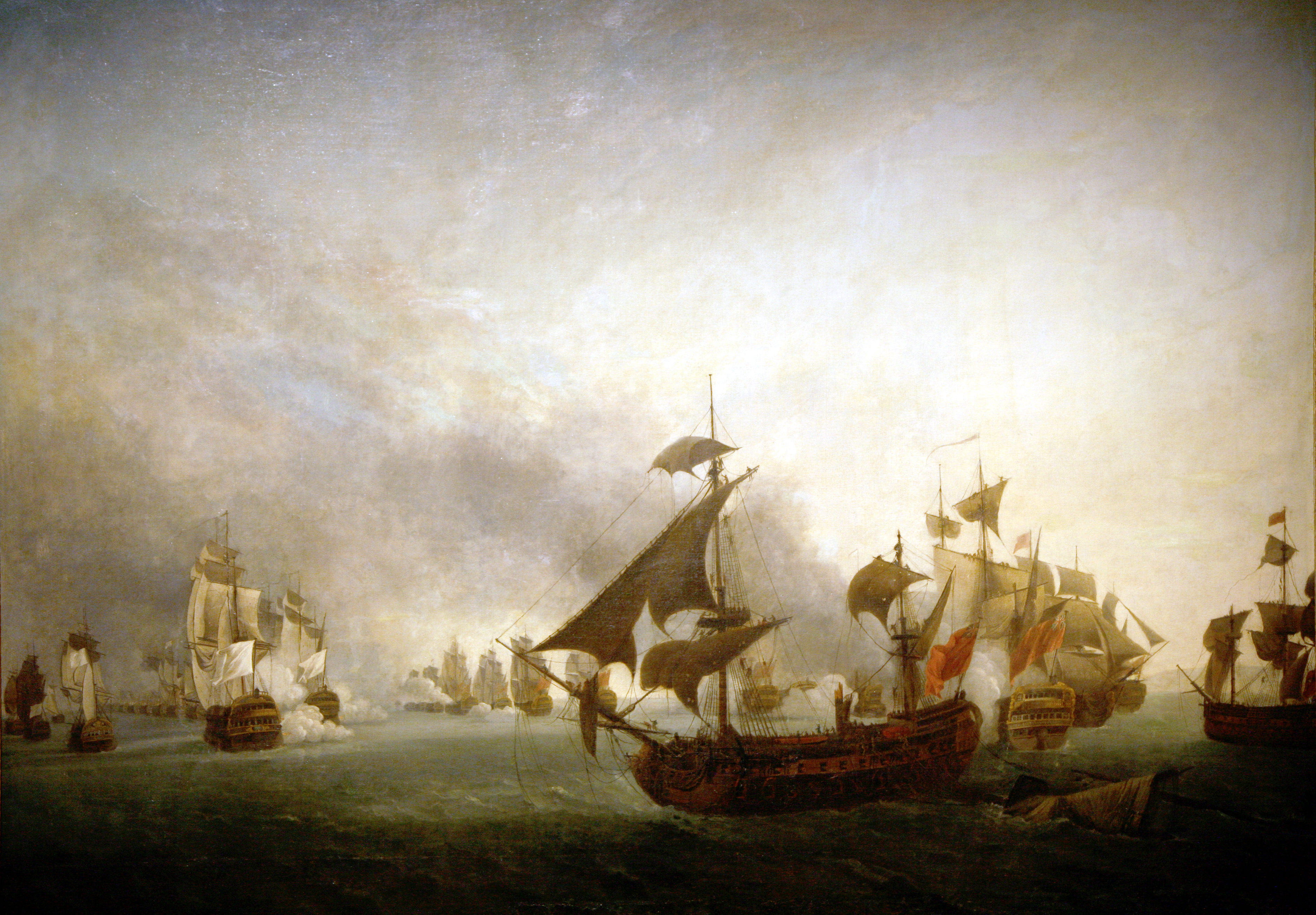
bataille de la Grenade
6 juillet 1779

### Guerre d'indépendance des États-Unis
Le 8 avril 1778, il reçoit le commandement du Tonnant, vaisseau de ligne de 80 canons. Il va être capitaine de pavillon du comte de Breugnon, chef d'escadre de l'armée navale commandée par le comte d'Estaing.
L'escadre commandée par le comte d'Estaing quitte Toulon le 13 avril 1778 avec 12 vaisseaux et 5 frégates en ayant embarqué 1 000 hommes du régiment de Foix et du régiment de Hainaut. L'escadre atteint le Delaware le 7 juillet. Le Tonnant a été un des huit vaisseaux ayant franchi la passe de Newport mais l'arrivée de l'escadre de Lord Howe renforcée des vaisseaux de John Byron l'oblige à renoncer à débarquer des troupes sur l'île Conanicut pour attaquer l'escadre anglaise. Il se rend ensuite à Boston. Après la déclaration de guerre contre l'Angleterre, l'escadre quitte les côtes du Rhode Island le 3 novembre pour se rendre aux Antilles. Le Tonnant participe à la bataille de la Grenade, le 6 juillet 1779. Il prend le commandement du Zélé le 10 août 1779. Il est au siège de Savannah du 16 septembre au 18 octobre 1779. La suite de l'insuccès de cette opération, les Français rembarquent et quittent les côtes de l'Amérique du nord. À la fin de 1779, le comte de Bruyères ramène le Zélé à Toulon au lieu de Brest comme prévu dans ses ordres. Il est sanctionné pour désobéissance aux ordres par une interdiction de quatre mois. Le bailli de Suffren prend le commandement du Zélé.

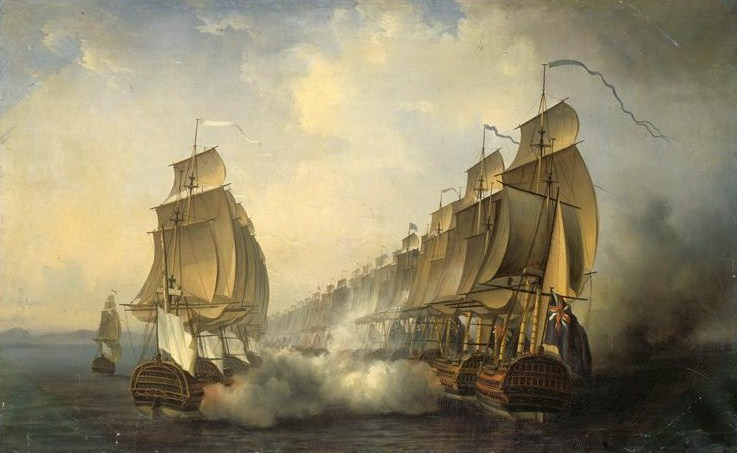
Bataille de Gandelour
20 juin 1783

### Campagne dans l'océan Indien
En mai 1781, il reçoit le commandement de l' Illustre. En novembre 1781, une petite escadre de trois navires, le Saint-Michel, l' Illustre et la Fortune protégeant sept bâtiments transportant des munitions, des provisions et le régiment d'Île-de-France quitte Brest pour rejoindre l'océan Indien et la flotte du bailli de Suffren dans l'océan Indien après une escale dans l'île de France. Ils rejoignent les navires de Suffren à Batticaloa le 21 août 1782. Il participe à sa campagne en Inde en attaquant la flotte anglaise à Trinquemalay placée sous les ordres de l'amiral Edward Hughes le 3 septembre 1782, mais l'attaque française est désorganisée à cause du non-respect des ordres de plusieurs officiers français. L' Illustre qui soutient Le Héros, navire portant la marque de Suffren, est complètement démâté et le comte de Bruyères est blessé. Les autres vaisseaux français étant venus en soutien du vaisseau amiral, Hughes a décidé de battre en retraite sur Madras sans se saisir des navires français que la flotte anglaise avait mis hors d'état de combattre. La flotte française se retire à Achem pour remettre en état les navires à partir de novembre 1782. Gondelour étant assiégée par les troupes anglaises du général Stuart, le bailli de Suffren lui amène des renforts. La flotte de Suffren, malgré le délabrement de certains navires rencontre de nouveau celle de l'amiral Hughes le 20 juin 1783 à la bataille de Gondelour. À la nuit, la flotte de l'amiral Hughes abandonne les combats. L'état de l' Illustre l'oblige à revenir à Brest où il désarme le 4 mai 1784.

### Chef de division à Brest

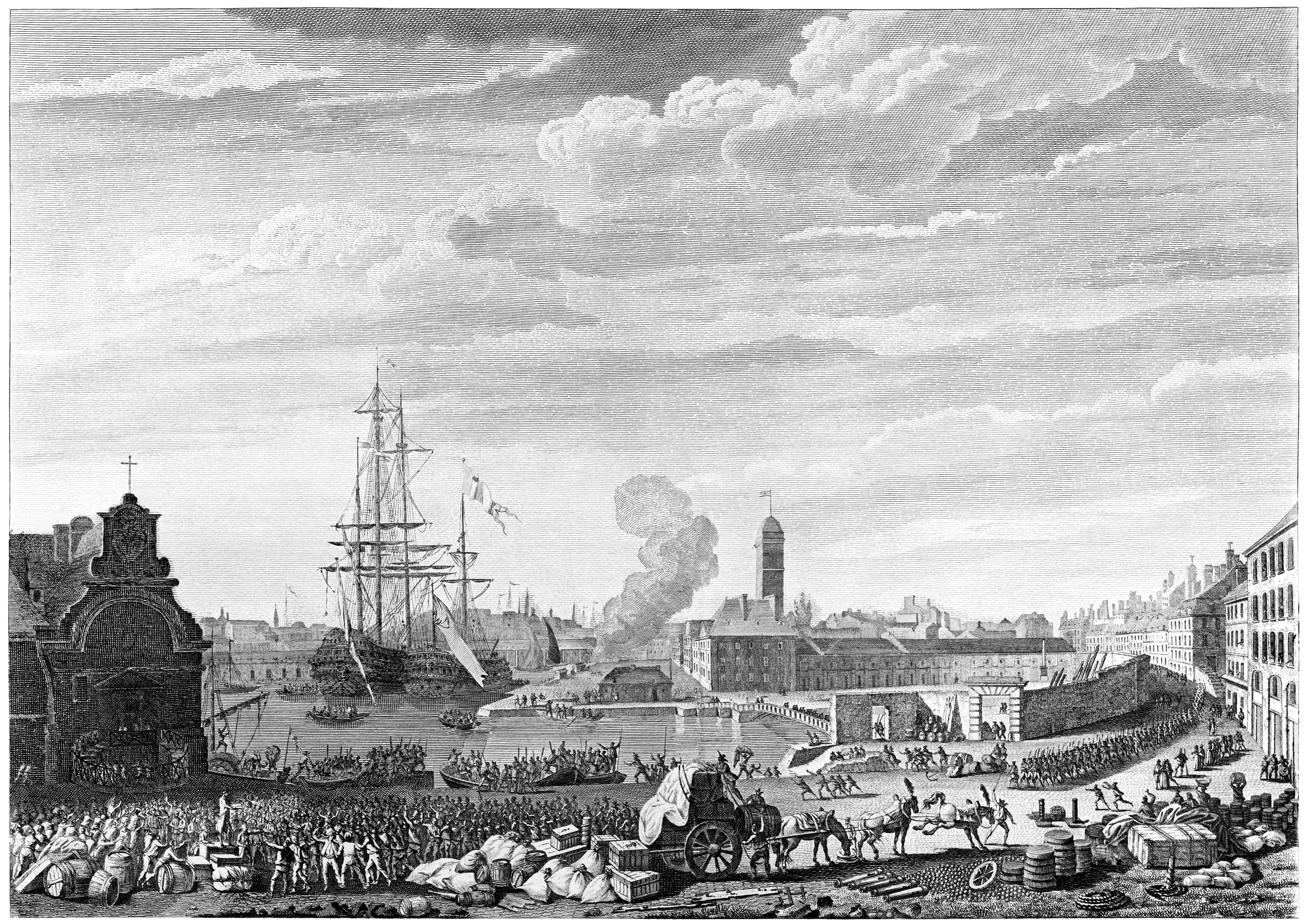
L'insurrection des vaisseaux L'America et Léopard

Il est fait commandeur de Saint-Louis le 15 juillet 1784 en récompense de ses actions pendant la campagne dans l'océan Indien avec Suffren.
Il est nommé chef de division de la 4e escadre à Brest le 1er mai 1786.
Le 14 juin 1790, il reçoit le commandement de l'America et d'une division à Brest de la flotte « de l'Océan » de trente vaisseaux de ligne qui a été placée sous le commandement de François Hector d'Albert de Rions par Louis XVI. En avril et mai, des cortèges de manifestants ont défilé dans Brest à la suite du refus du comte d'Hector, commandant de la Marine, de faire tirer des salves en l'honneur des « fédérés ». Puis, en juillet, les équipages s'indignent à la lecture du nouveau code pénal pour la Marine. En août les équipages se révoltent et refusent de prendre la mer pour amener des renforts en Martinique. En septembre, les équipages de l' America et du Léopard se révoltent. L'ampleur du mouvement rend la flotte inutilisable avant que le calme revienne.
Il donne sa démission vers le 15 mars 1792 mais n'émigre pas. Il est arrêté sous la Terreur mais a été libéré.
Il est mis à la retraite le 31 décembre 1814 avec le grade de contre-amiral. Il est pensionné en 1816.
Il est membre de la Société des Cincinnati en France.
Il meurt le 6 juillet 1821 au château de Chalabre.

## Famille
Les Bruyères, « barons » de Chalabre, sont des descendants de la famille de Bruyères-le-Châtel. La famille de Bruyères s'installe en Languedoc quand Thomas III de lèves  ou Pons Ier de Bruyères, seigneur de Lèves et de Bruyères-le-Châtel suit Simon de Montfort pendant la croisade des Albigeois dès 1210 lui permettant d'acquérir le château de Puivert et le château de Chalabre,. Gustave Chaix d'Est-Ange écrit que cette famille s'est éteinte au XIXe siècle et que la famille de Mauléon a relevé son nom après une alliance entre ces deux familles en 1817.
- Jean-Pierre de Bruyères-le-Châtel, « baron » de Chalabre, Rivel, Sonac et autres places gentilhomme de la Chambre du roi, colonel au régiment de Languedoc puis d’un régiment à son nom, gouverneur du Pays de Sault en survivance, marié à Gabrielle de Lévis Léran.
  - Izabeau de Bruyères-Chalabre marié en 1661 à Jean III Dax, Sgr et baron d’Axat, de Leuc et autres places, sénéchal de Limoux, lieutenant des maréchaux de France dans l’étendue de la Sénéchaussée de Limoux en 1666.
  - Jean-Émeric de Bruyères, baron de Chalabre, Rivel, Sonac, capitaine & gouverneur-né de ses châteaux, capitaine et gouverneur-né, puis lieutenant-colonel de cavalerie en 1695 au régiment de Léran, s'est marié en 1661 avec Jeanne de Raymond-Lasbordes,
    - Gabrielle de Bruyères-le-Châtel-Chalabre marié à François Dax, marquis d'Axat, capitaine d'une compagnie de cavalerie au 2e régiment de Languedoc dragons.
    - François IV de Bruyères, baron de Chalabre, Rivel, Sonac, capitaine & gouverneur-né de ses châteaux, s'est marié en 1698 avec Catherine Caillan-la-Graulet, dame des Alemants, des Aumelles et de Valcornouze,
      - Jean-Émeric II de Bruyères (1698-1781)[13], baron de Chalabre, dit le « comte de Bruyères-Chalabre », marié en 1724 avec Marie de Saint-Étienne de Carmain (ou Caraman), dame de Pomarède (1706-1778),
        - Angélique Françoise de Bruyères (1726-1804) mariée en 1755 avec Jean Claude Dupuy de Saint-Pierre (1713-1782), seigneur de Saint-Pierre et de Belvèze,
        - François Jean de Bruyères (1727-1809), chevalier, baron de Chalabre, dit le «marquis de Bruyères», marié en 1760 avec Louise Françoise de Bon, il est admis aux honneurs de la cour en 1781
          - Jeanne Élisabeth Fortunée de Bruyères-Chalabre (1761-1840) mariée en 1780 avec Melchior Louis Xavier de Bon d'Aguilar (1755-1838)
          - Jean Louis Félicité de Bruyères-Chalabre (1762-1838), marquis de Chalabre, député de l'Aude
            - Jean Marthe Félicité de Bruyères-Chalabre (1785-1832), mort célibataire pendant l'épidémie de choléra,
            - Nathalie Marie Henriette de Bruyères-Chalabre (1797-1871), née à Londres, mariée en 1817 avec Mathieu Antoine de Mauléon-Narbonne (1788-1854) apportant le château de Chalabre en dot, d'où descendance actuelle famille de Mauléon de Bruyères[12],[14]

        - Louis-Henri de Bruyère de Chalabre (1731-1795), dit l'abbé de Chalabre, dernier évêque de Saint-Pons-de-Thomières, de 1769 à 1790.
        - Paul-Jacques de Bruyères (1734-1821), dit le «comte de Bruyères». Dans les biographies anciennes, on a souvent mis sous son prénom la biographie de son frère Louis Gabriel
        - Alexandre Joseph Alexis de Bruyères (1735-1796), dit l'« abbé Bruyères », vicaire général du diocèse de Lyon, dernier évêque de Saint-Omer
        - Louis Gabriel de Bruyères (1736-1786)[15], dit le « vicomte de Chalabre »[16],
        - Marthe Jeanne de Bruyères (1737- ?) mariée en 1762 avec Pierre Joseph de Voisins, marquis d'Alzau (1729-1782),
        - Marie Anne de Bruyères (1739-1830) mariée en 1768 avec Gabriel du Pac, marquis de Badens (1737-1829),
        - Jean Émeric de Bruyères (1740- ), mort jeune,
        - Jean-Baptiste de Bruyères (1744- ), dit le « chevalier de Chalabre », lieutenant au 11e régiment de Royal Marine, infanterie. Émigré en 1792, il est aide de camp du comte d'Artois en 1792.

Blason de la famille de Bruyères-Chalabre

## Héraldique de la famille de Bruyères de Chalabre
- Armoiries : « d’or, au lion de sable, armé et lampassé de gueules, la queue fourchue, nouée et passée en sautoir »,
- Devise : « Sola fides sufficit ».

## Distinctions
- Chevalier de Saint-Louis, le 1er janvier 1773.
- Commandeur de Saint-Louis, le 15 juillet 1784.
- Grand-croix de Saint-Louis, le 27 décembre 1814[17].

### Sources et bibliographie
- Asa Bird Gardiner, The order of the Cincinnati in France, The Rhode Island state society of Cincinnati, 1905, p. 121 (lire en ligne)